# Hoplodrina straminea
Hoplodrina straminea là một loài bướm đêm trong họ Noctuidae.